# Cretaccio
La isla de Cretaccio (en italiano: Isola di Cretaccio) es una isla italiana parte del archipiélago de las Islas Tremiti (o Diomedee), en el mar Adriático. Es por su superficie la isla más pequeña del archipiélago. Por su pequeña extensión es a menudo considerada la más grande de las rocas del archipiélago. 
Completamente deshabitada, administrativamente es parte de la comuna o municipio de las Islas Tremiti, bajo la jurisdicción de la provincia de Foggia. 
La isla tiene una superficie de alrededor de 4 ha, con una longitud de 400 metros, una anchura de 200 metros, con una costa de 1 300 metros y una altura de 30 metros sobre el nivel del mar.